# Fair Isle
Ostrov Fair je nevelký ostrov mezi Orknejemi a Shetlandami. Od Shetland je vzdálen 38,5 km, od Orknejí 43,5 km. Celé pobřeží lemují strmé útesy vystupující až 200 m nad hladinu moře.

## Historie
Ostrov byl osídlen poprvé v době bronzové, přestože na něm byl nedostatek surovin. Okolní moře je však bohaté na ryby. Z doby železné jsou známé dvě stavby: jednou je opevnění u Landbergu a u Kirkigeo zbyly základy domu z bývalé osady. Většina názvů zdejších vesnic pochází z norštiny, kterou se tu běžně mluvilo v 9. století, když sem přijížděli lidé ze Skandinávie. Norsku toto území patřilo několik dalších století.
20. srpna 1588 ztroskotala u ostrova v zátoce Stroms Heelor vlajková loď španělské Armady El Gran Grifón. Přeživších 300 námořníků bylo nuceno strávit šest týdnů mezi ostrovany. Vrak lodi byl objeven v roce 1970. Další loď u ostrova ztroskotala v roce 1877. Za druhé světové války během bitvy o Atlantik postavilo RAF na nejvyšším bodu ostrova Ward Hill radarovou stanici. Budovy jsou zde stále k vidění. Roku 1940 zde havaroval německý Heinkel He 111. V roce 1954 ostrov odkoupila organizace The National Trust for Scotland.
Počet obyvatel se od roku 1400 do roku 1900 stále snižoval. Dnes zde žije jen 60 lidí, kteří se živí farmařením.

## Přírodní podmínky

### Podnebí
Podnebí je mírné a silně oceánské (Cfb). Ostrov Fair je zvláštní tím, že je na něm nejsilnější oceánské podnebí v celém Spojeném království a jsou tu proto vůbec nejmenší teplotní výkyvy a fouká silný vítr. Nejvyšší naměřená teplota byla 20,2 °C a nejnižší −5,6 °C. Srážky jsou velmi časté (dva ze tří dnů v zimě a jeden ze tří v létě), ale převážně jsou to jen krátké přeháňky. Počasí je podobně jako v jiných oceánských oblastech velmi proměnlivé a větrné. Průměrná měsíční rychlost větru se pohybuje od 18 km/h v červenci po 34 km/h v lednu. Mrazových dnů je za rok průměrně 16,5, nejčastěji v únoru (4 mrazové dny). Počet hodin slunečního svitu je v průměru 1276,3 hodin ročně.

| Fair Isle – podnebí                                                                                                | Fair Isle – podnebí | Fair Isle – podnebí | Fair Isle – podnebí | Fair Isle – podnebí | Fair Isle – podnebí | Fair Isle – podnebí | Fair Isle – podnebí | Fair Isle – podnebí | Fair Isle – podnebí | Fair Isle – podnebí | Fair Isle – podnebí | Fair Isle – podnebí | Fair Isle – podnebí |
| Období | leden               | únor                | březen              | duben               | květen              | červen              | červenec            | srpen               | září                | říjen               | listopad            | prosinec            | rok                 |
| --- | ------------------- | ------------------- | ------------------- | ------------------- | ------------------- | ------------------- | ------------------- | ------------------- | ------------------- | ------------------- | ------------------- | ------------------- | ------------------- |
| Nejvyšší teplota [°C]                                                                                              | 9                   | 9                   | 10                  | 10                  | 12                  | 15                  | 14                  | 17                  | 15                  | 13                  | 12                  | 11                  | 17                  |
| Průměrné denní maximum [°C]                                                                                        | 6,7                 | 6,1                 | 6,7                 | 7,9                 | 9,9                 | 11,9                | 13,7                | 14,1                | 12,8                | 10,7                | 8,7                 | 7,2                 | 9,7                 |
| Průměrná teplota [°C]                                                                                              | 4,9                 | 4,3                 | 4,8                 | 6,0                 | 7,9                 | 10,0                | 11,9                | 12,3                | 11,1                | 9,1                 | 6,9                 | 5,4                 | 7,9                 |
| Průměrné denní minimum [°C]                                                                                        | 3,1                 | 2,6                 | 3                   | 4,2                 | 6                   | 8,1                 | 10,1                | 10,6                | 9,4                 | 7,5                 | 5,2                 | 3,6                 | 6,1                 |
| Nejnižší teplota [°C]                                                                                              | −1                  | −2                  | −2                  | 0                   | 3                   | 7                   | 10                  | 9                   | 8                   | 5                   | 1                   | 0                   | −2                  |
| Průměrné srážky [mm]                                                                                               | 101,9               | 81,7                | 85,6                | 51                  | 41,7                | 45,9                | 84,9                | 70,3                | 83,6                | 116,0               | 113,5               | 100,6               | 946,7               |
| Zdroj: Průměrné minimum, průměrné maximum, průměrná teplota, Každoročně nejvyšší a nejnižší teploty v daném měsíci |                     |                     |                     |                     |                     |                     |                     |                     |                     |                     |                     |                     |                     |

| Rok                 | Nejnižší a nejvyšší denní teplota nejteplejšího dne, °C | Nejnižší a nejvyšší denní teplota nejchladnějšího dne, °C | Počet dní se sněhovou pokrývkou |
| ------------------- | ------------------------------------------------------- | --------------------------------------------------------- | ------------------------------- |
| 2004                | 18/15                                                   | 1/-1                                                      | 6                               |
| 2005                | 15/12                                                   | 0/-2 a -1/-1                                              | 10                              |
| 2006                | 16/14                                                   | 2/1                                                       | 7                               |
| 2007                | 15/13                                                   | 0/-2                                                      | 9                               |
| 2008                | 19/12                                                   | 1/-3                                                      | 15                              |
| 2009                | 19/13 a 18/15                                           | 2/-4                                                      | 16                              |
| 2010                | 16/11                                                   | 1/-4                                                      | 18                              |
| 2011                | 18/9 a 16/11                                            | 3/0                                                       | 6                               |
| 2012                | 15/13                                                   | 4/-1                                                      | 13                              |
| 2013                | 16/14                                                   | 0/-2                                                      | 3                               |
| Průměr za dané roky | 17/13                                                   | 1/-2                                                      | 10                              |

### Fauna
Ostrov je oblíbenou zastávkou tažných ptáků a některé druhy tu i hnízdí. Během léta jsou útesy přeplněny stovkami tisíc ptáků. Místním endemitem je jeden z poddruhů střízlíka obecného (Troglodyte troglodytes fridariensis). Ostrov má proto trvalou ptačí observatoř, která je významnou pozorovatelnou ptačích migrací. Založil ji v roce 1948 skotský ornitolog George Waterston. Prvním ředitelem observatoře byl britský ornitolog Kenneth Williamson. Je užívaná celoročně a většina návštěvníků přespává právě zde.
Pozorovány zde byly některé vzácné druhy jako například linduška sibiřská (Anthus gustavi), cvrčilka žíhaná (Locustella lanceolata) či cvrčilka pruhovaná (Locustella certhiola). Na jaře roku 2008 byla zaznamenána Kalandra zpěvná (Melanocorypha calandra) a Kulík kaspický (Charadrius asiaticus). V létě téhož roku objevil jeden z místních obyvatel zvonkohlíka citrónového (Serinus citrinella), jednalo se přitom o vůbec první pozorování tohoto pěvce na území Spojeného království. Dalšími pozorovanými druhy byly například lejsek asijský (Muscicapa dauurica), modruška tajgová (Tarsiger cyanurus), drozd tmavý (Zoothera sibirica), orel mořský (Haliaeetus albicilla), čírka karolinská (Anas crecca carolinensis), vlaštovka skalní (Cecropis daurica) či vlhovec hnědohlavý (Molothrus ater).

## Hospodářství
Pro ostrov je velmi důležité rybaření. Je také velmi známý výrobou tradičních svetrů. Muži obdělávají půdu ve stylu crofting: okolo vesnic jsou společná pole, na kterých pěstují zeleninu a chovají domácí zvířata všichni obyvatelé vesnice společně. Ostrov je významný, protože usnadňuje přenos televizního, rádiového a telefonního signálu. Nejsou zde hospody ani restaurace, ale nachází se zde základní škola a obchod.

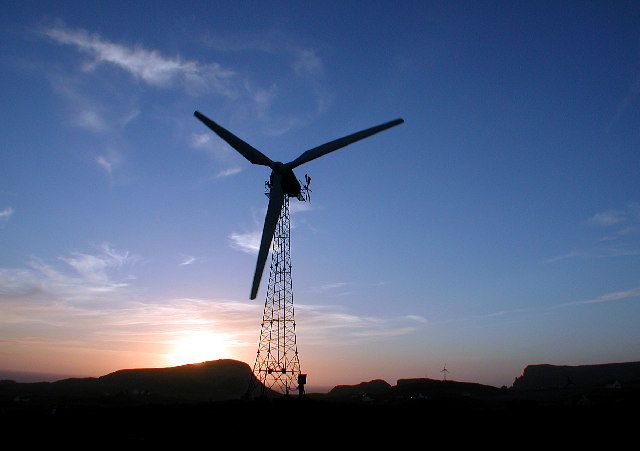
Jedna z větrných elektráren k výrobě elektřiny

Od roku 1982 zásobují ostrov elektřinou dvě větrné elektrárny a dva dieselové generátory pro případ slabého větru. Větrné elektrárny pokrývají dvě třetiny spotřeby.[zdroj⁠?!] Na celém ostrově jsou dvě elektrické sítě. Jedna vede elektřinu pouze pro vytápění a druhá pro ostatní spotřebu. K vytápění se používá přebytečná elektřina získaná pomocí větru.
Jediní telefonní operátoři jsou O2 a Vodafone.

### Doprava

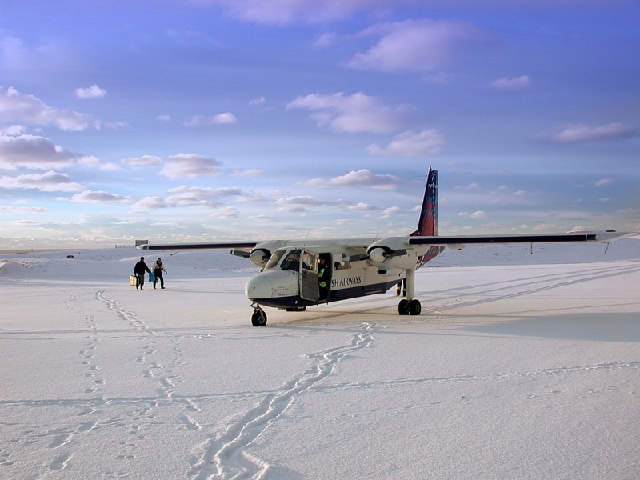
Letadlo společnosti Loganair na letišti na Fairu

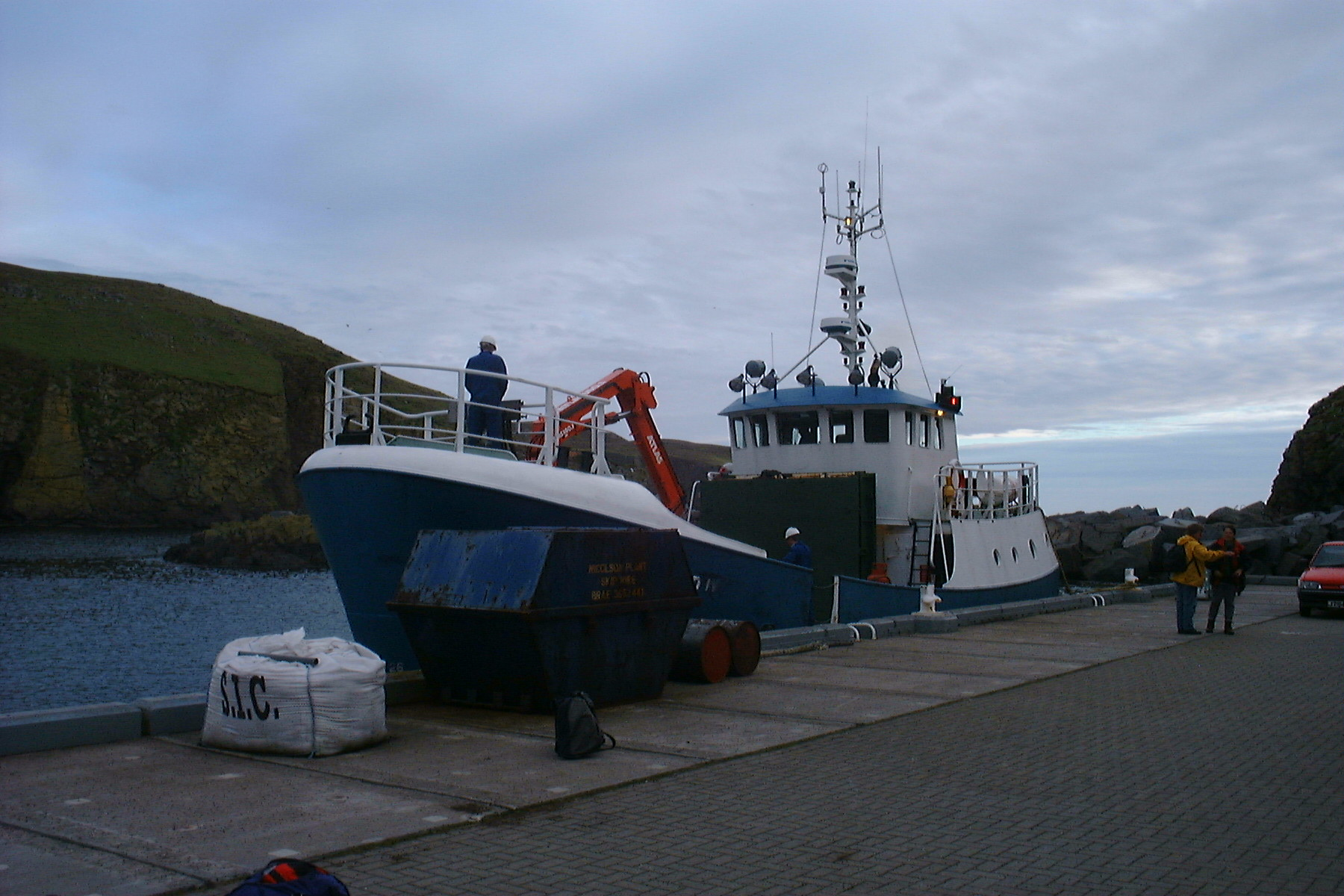
Trajekt Good Shepherd IV.

Na ostrově jsou dva přístavy. Jeden na severu a druhý na jihu. Do severního přístavu připlouvá hlavně pošta, zboží a zásoby pro ostrovany a odplouvá odsud pravidelný trajekt Good Shepherd IV. do shetlandského Grutness. Z místního letiště odlétají pravidelné lety na Tingwallské letiště (letiště Lerwick) a jednou týdně do Sumburghu. Letadla tu přistávají dvakrát denně po tři dny v týdnu. Zařízení letiště je velmi jednoduché. Je i jedna přistávací plocha pro vrtulníky, která je na jihu ostrova u jednoho z majáků. Obydlené části ostrova a přístavy spojuje silnice. Veřejná doprava zde neexistuje.

### Služby
Na ostrově není žádný lékař, jsou zde jen zdravotní sestry. V závažných případech se sestry snaží pacienta udržet při životě až do příletu ambulantního letadla, které převeze pacienta na Shetlandy. Pokud jsou špatné povětrnostní podmínky, může s pacientem odletět vrtulník.
Původní hasičský sbor, jenž vznikl v roce 1996, byl ryze dobrovolnický, jeho členové ale byli později vycvičeni na plnohodnotné hasiče a v roce 2002 získali hasičský vůz. Až do roku 2011 však byl tým bez vlastní protipožární stanice, jejíž výstavba začala teprve v roce 2011. Do plného provozu byla uvedena 14. března 2013 a její stavba stála 140 000 britských liber.
Je tu i jeden malý tým pobřežní stráže, kterou na rozdíl od hasičů tvoří pouze dobrovolníci. V jejich vybavení je i terénní čtyřkolka v barvách pobřežní stráže a se vzorem battenburské šachovnice.
Na ostrově je jen jedna základní škola, ve které působí jeden učitel a jeho asistent. Počet žáků školy se pohybuje mezi 10 až 15. Starší žáci odchází studovat na Shetlandy, kde bydlí na kolejích, a na ostrov se vrací jen na prázdniny.
Oficiálně je jediné náboženství na Fairu křesťanství. Stojí zde dva kostely postavené krátce po sobě v letech 1886 a 1892.

## Turistika
Na ostrově nejsou žádná ubytovací zařízení a ubytování je možné jen v domech zdejších obyvatel. Lístek na trajekt na Fair je možné koupit, jen pokud má turista na ostrově zajištěno ubytování. Na ostrově je 14 památek, od zbytků prvních domů až po zbytky radaru z druhé světové války. K památkám jsou řazeny i oba zdejší majáky, které jsou stále plně funkční.

## Galerie

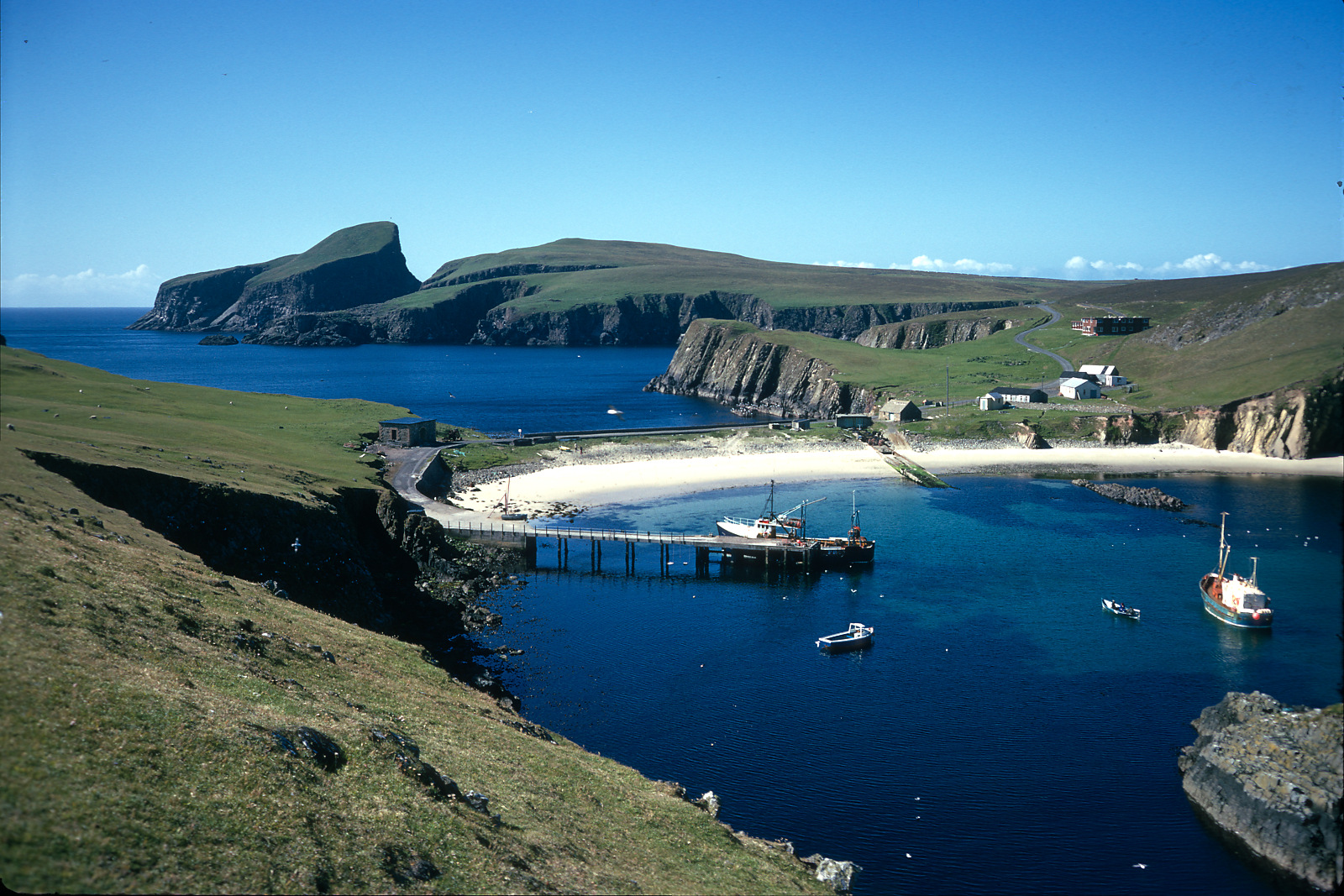
Severní přístav
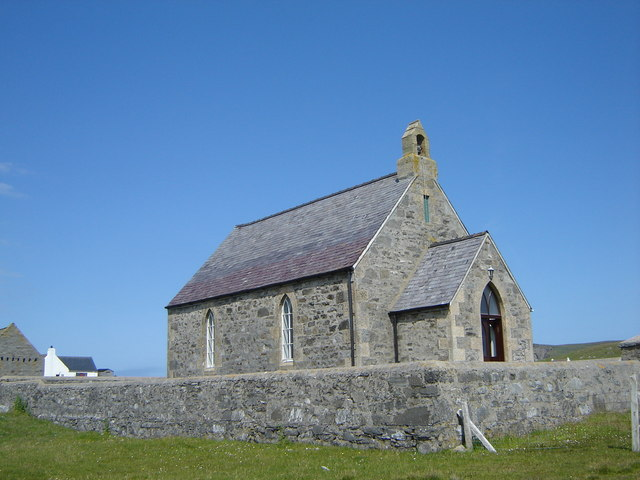
Kostel
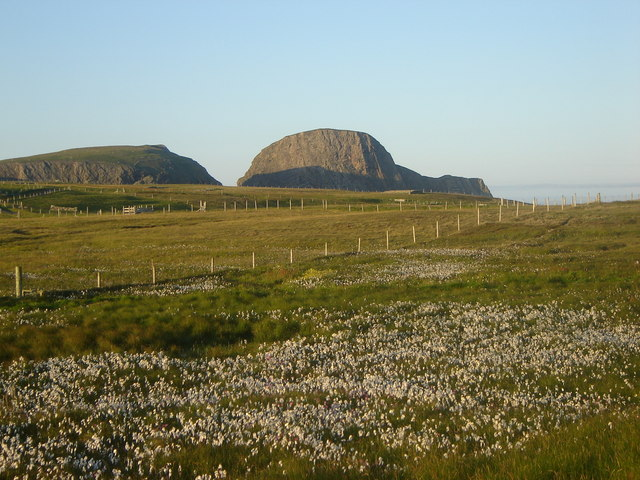
Travnatá krajina
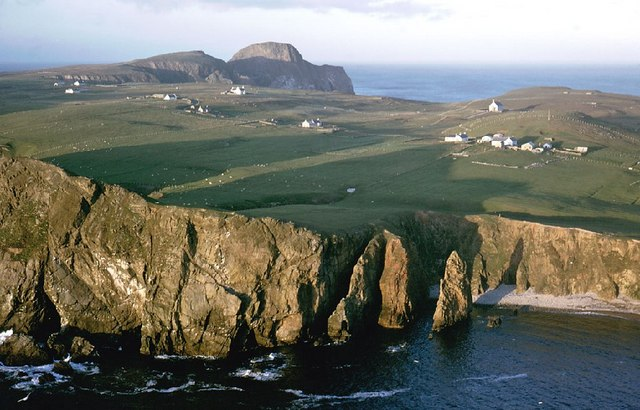
Strmé útesy
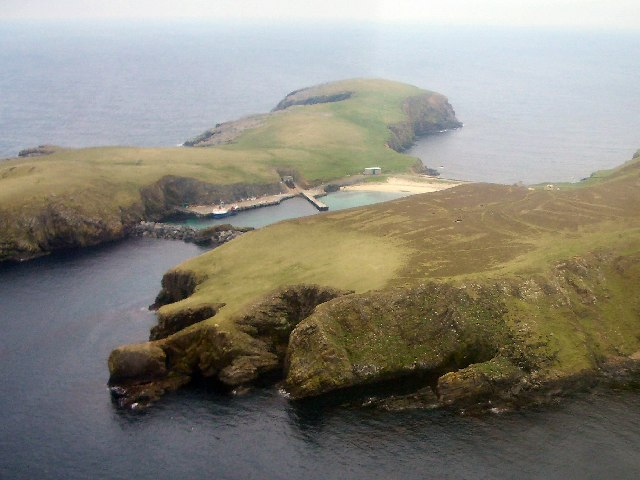
Letecký pohled na severní přístav
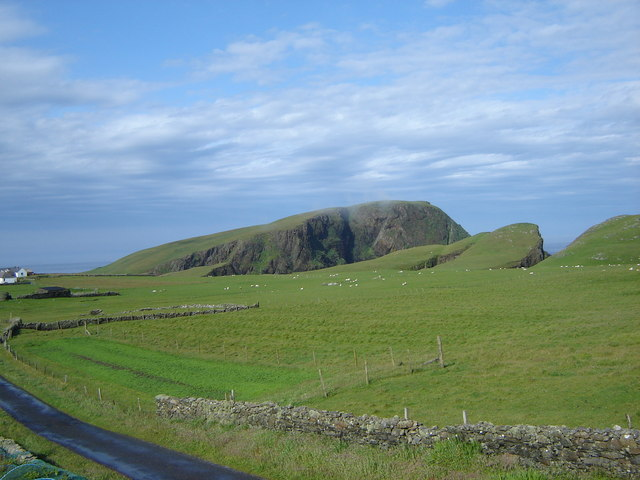
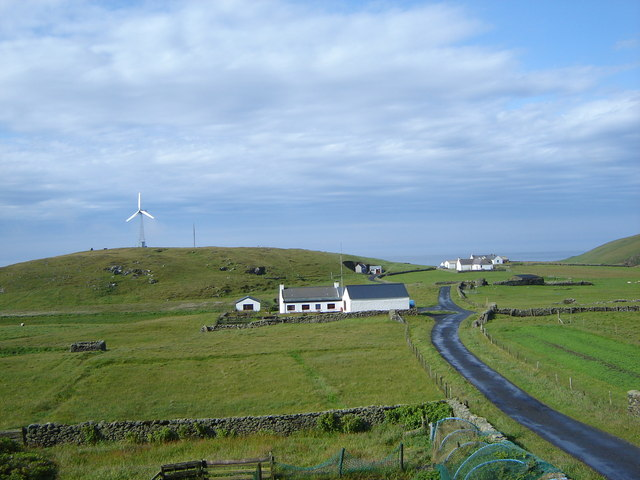
Po celém ostrově stojí rozptýlené samoty